# Stringsville
| Recensione | Giudizio |
| ---------- | -------- |
| AllMusic   | [ 1 ]    |

Stringsville è un album discografico del violinista jazz (ma di scuola classica) statunitense Harry Lookofsky, pubblicato dalla casa discografica Atlantic Records nel maggio del 1960.

## Tracce
Lato A
1. 'Round Midnight – 3:48 (Bernie Hanighen, Cootie Williams, Thelonious Monk) – Registrato il 22 giugno 1959
2. Moose the Mooche – 5:25 (Charlie Parker) – Registrato il 20 gennaio 1959
3. I Let a Song Go Out of My Heart – 3:27 (Henry Nemo, Irving Mills, John Redmond, Duke Ellington) – Registrato il 22 giugno 1959
4. Little Willie Leaps – 4:33 (Miles Davis) – Registrato il 20 gennaio 1959

Lato B
1. Move – 2:46 (Denzil Best) – Registrato il 22 giugno 1959
2. Champagne Blues – 5:11 (Bob Brookmeyer) – Registrato il 20 gennaio 1959
3. Give Me the Simple Life – 5:01 (Harry Ruby, Rube Bloom) – Registrato il 20 gennaio 1959
4. Dancing on the Grave – 4:36 (Bob Brookmeyer) – Registrato il 20 gennaio 1959

## Musicisti
'Round Midnight / I Let a Song Go Out of My Heart / Move
- Harry Lookofsky - violini, viola, violino tenore
- Hank Jones - pianoforte
- Milt Hinton - contrabbasso
- Elvin Jones - batteria
- Hank Jones - arrangiamenti (brani: Round Midnight e Move)
- Bob Brookmeyer - arrangiamento (brano: I Let a Song Go Out of My Heart)

Moose the Mooche / Little Willie Leaps / Champagne Blues / Give Me the Simple Life / Dancing on the Grave
- Harry Lookofsky - violini, viola, violino tenore
- Bob Brookmeyer - trombone (eccetto nel brano: Give Me the Simple Life)
- Hank Jones - pianoforte
- Paul Chambers - contrabbasso
- Elvin Jones - batteria
- Hank Jones - arrangiamento (brano: Moose the Mooche)
- Bob Brookmeyer - arrangiamenti (brani: Little Willie Leaps, Champagne Blues, Give Me the Simple Life e Dancing on the Grave)

Note aggiuntive
- Nesuhi Ertegun - produttore, supervisore
- Registrato il 20 gennaio e 22 giugno 1959 al Atlantic Recording Studios di New York City, New York (Stati Uniti)
- Tom Dowd e Phil Iehle - ingegneri delle registrazioni
- Lee Friedlander - fotografia copertina (frontale) album
- Gary Kramer - note di retrocopertina album[4]